# Isabella Twysden
Isabella Twysden (1605-1657) est une chroniqueuse anglaise. Elle a vécu à Royden Hall à East Peckham.

## Biographie
Elle est née en 1605, fille d'Elizabeth Blount  et de Sir Nicholas Saunders de Nonsuch qui est fait chevalier en 1603. Elle est la plus jeune de ses trois filles . Ils vivent à Ewell dans le Surrey. Son père est emprisonné en tant que catholique mais il passe à l'Église d'Angleterre et devient député. Sa mère reste catholique. Après la découverte du complot de la poudre à canon en 1605, son père siège à un comité chargé de conseiller sur les moyens d'arrêter d'autres complots catholiques .
En 1633, elle accepte un poste de dame d'honneur auprès d'Anne Twysden, connue comme écrivain. Elle a des maisons à East Peckham et à Londres et est la mère de Roger Twysden qu'elle épouse en 1635  alors qu'il a environ sept ans de plus qu'elle .
Son mari est emprisonné et ses biens sont séquestrés et auraient été mal gérés. Son cousin Heneage Finch, est le solliciteur général, mais il passe quand même un long moment loin, malgré les efforts d'Isabella .
Elle commence son journal existant en janvier 1645 .
Elle meurt en 1657 dans leur petite maison de Westminster, mais son corps est ramené à East Peckham pour y être enterré. Elle et son mari ont trois fils et trois filles. Un mémorial érigé par son fils en 1689 est placé dans l' église St Michael à East Peckham pour elle et son mari .
Twysden est connue dans l'histoire pour son journal qui est mis en vente par Sotheby's en 1892. Il est acheté par le British Museum où il est toujours. Il est publié en 1939. Le journal raconte brièvement les événements familiaux de sa vie et l'actualité des exécutions récentes .